# Kadoelerkeersluis

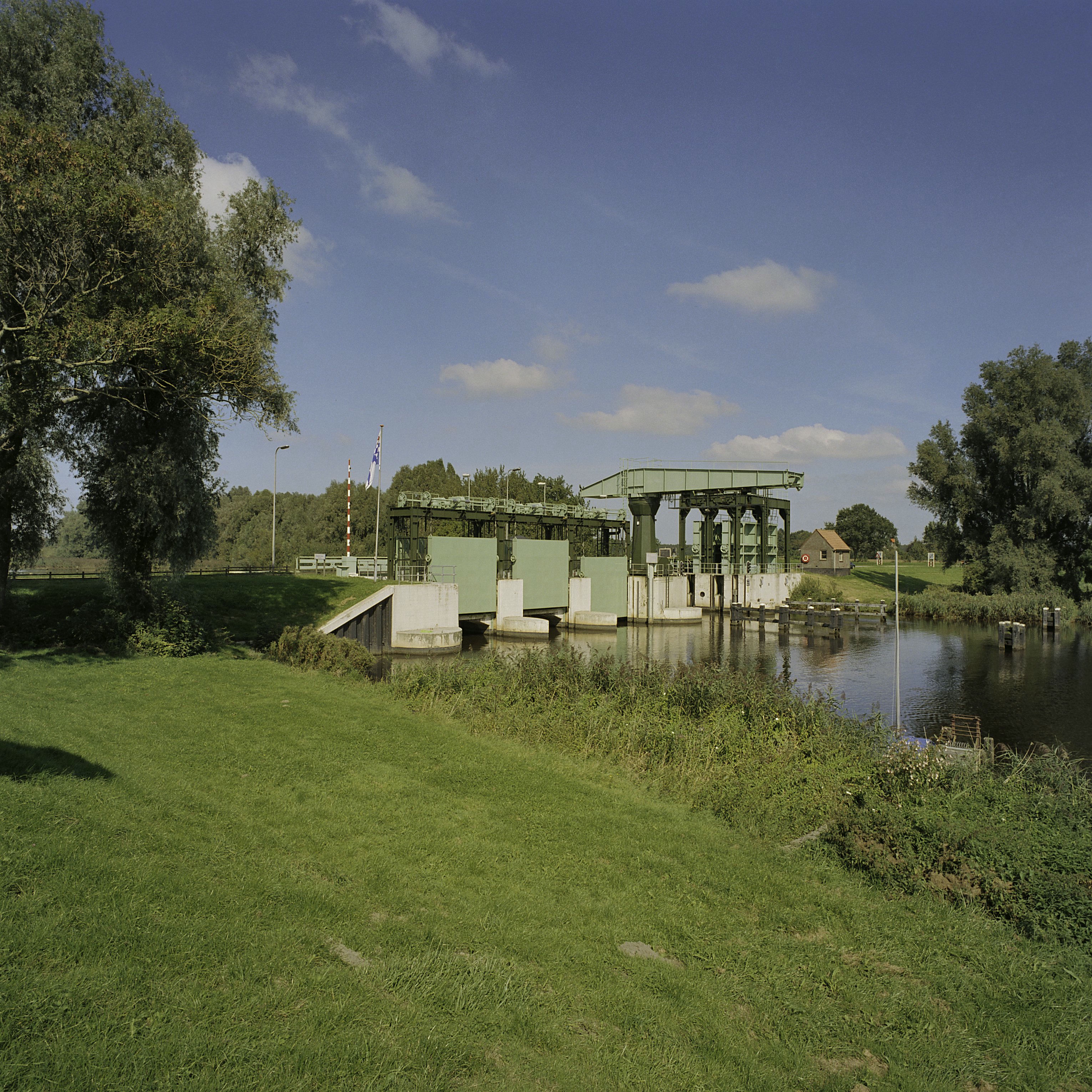
De keersluis gezien vanaf Kraggenbrug.

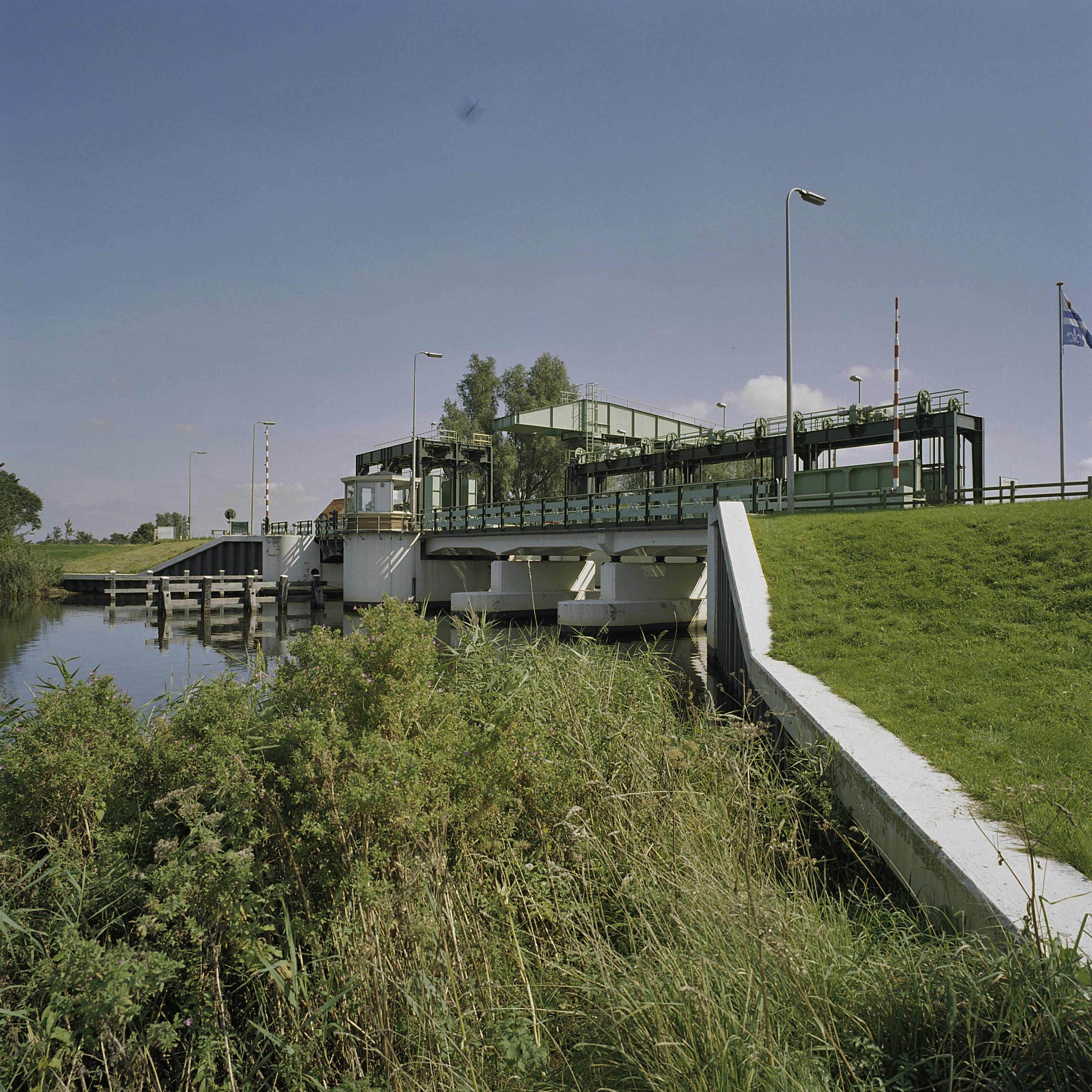
De keersluis gezien vanaf de waterkant.

De Kadoelerkeersluis ligt bij Kraggenburg. Bij hoog water worden de schuiven gesloten en dit voorkomt dat dijken achter de keersluis gevaar gaan lopen. De keersluis ligt min of meer op de grens van het Zwarte Meer en het Kadoelermeer. Over de sluis ligt een weg die de Noordoostpolder en Overijssel met elkaar verbindt.

## Functie
Als er gevaar dreigt dat het water achter, of ten noorden van, de keersluis te hoog komt te staan, worden de schuiven gesloten. Dit gebeurt bij een verwachte waterstand van 0,8 meter boven Normaal Amsterdams Peil (NAP). Vanwege de onvoorspelbaarheid van het weer, gaan de schuiven ook dicht bij windkracht 8 of meer. Hiermee wordt het land dat grenst aan het Kadoelermeer beschermd.
Het waterpeil in het IJsselmeer is normaal 0,4 meter beneden NAP. Een zware noordwestenwind kan het water in het IJsselmeer en Ketelmeer opstuwen. De waterstand stijgt en kan de dijken in de kop van Overijssel bedreigen. De keersluis voorkomt dat het water te hoog komt te staan.
Normaal staan de schuiven open en vormen nauwelijks een belemmering voor de scheepvaart. Alleen als de schuiven dicht zijn, is de doorgang geblokkeerd. In februari 2022 werd de keersluis gesloten, de laatste keer daarvoor was meer dan twaalf jaar geleden.
Eenmaal per jaar test het waterschap Zuiderzeeland of alles naar behoren functioneert.

## Geschiedenis
In 1939 werd de opdracht gegeven om de keersluis te bouwen. Dit was een goedkopere optie dan de versterking van de dijk dijken langs het Kadoeler-  en Vollenhovermeer. Er kwamen zes schuiven met hijswerktuigen, twee ijzeren kraandeuren, een torenkraan en een brug over de sluis. Op 30 november 1940 was het werk gereed en werd de keersluis officieel in gebruik genomen. De doorvaartbreedte is 9,5 meter. De kraandeuren worden door de torenkraan op hun plaats gehesen. De deuren staan naast de sluis, zodat het scheepvaartverkeer er geen hinder van heeft.